# Julie Lake
Julie Lake é uma atriz norte-americana, conhecido pela participação na série Orange Is the New Black.